# Jens-Holger Schneider

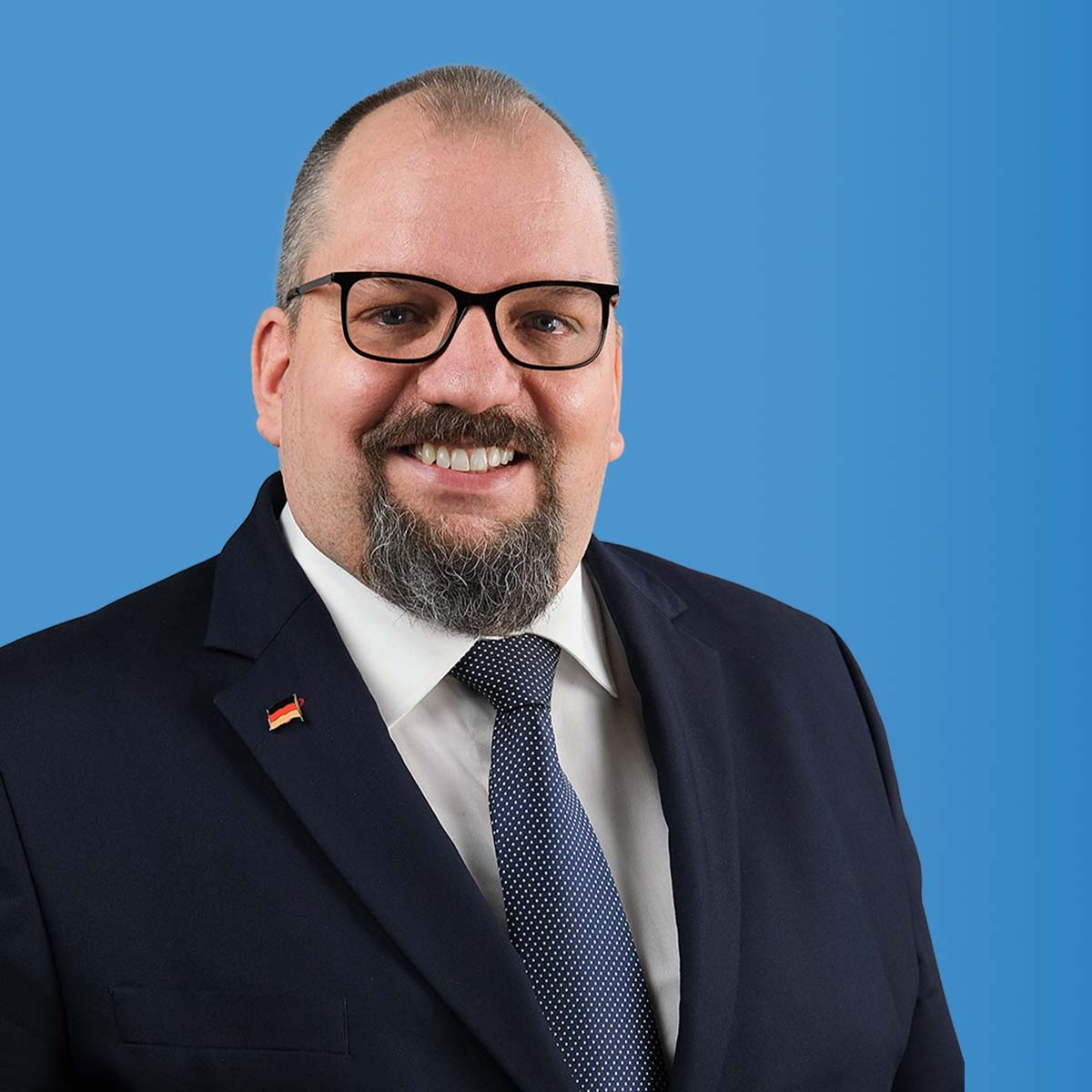
Jens-Holger Schneider (MdL)

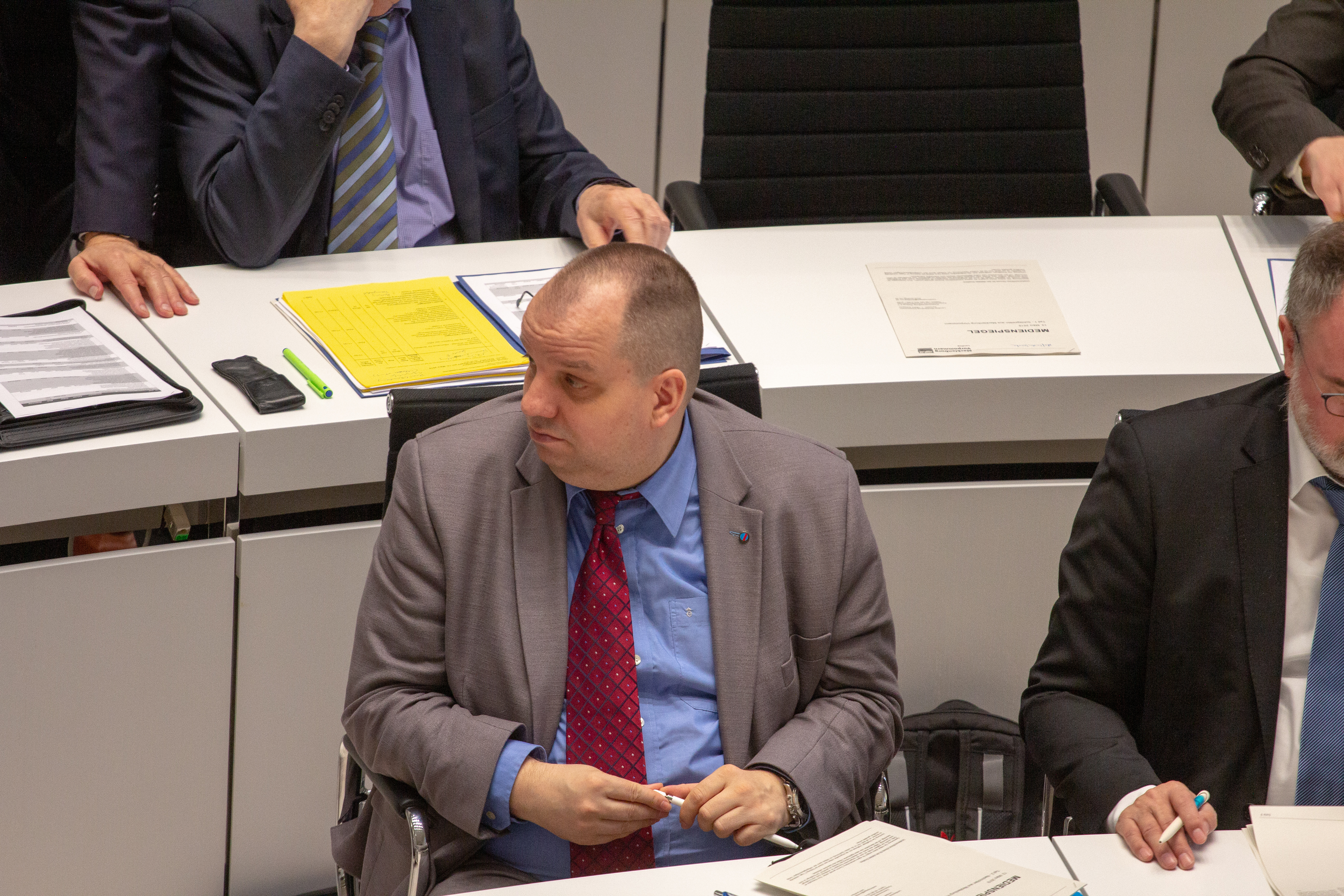

Jens-Holger Schneider (* 23. April 1971 in Meiningen) ist ein deutscher Politiker (AfD). Seit dem 5. Dezember 2017 ist er Abgeordneter im Landtag Mecklenburg-Vorpommern.

## Leben und Wirken
Jens-Holger Schneider besuchte bis 1989 die POS und EOS in Wismar und war anschließend bis 1991 als Justizangestellter am Amtsgericht Wismar tätig. Ein Studium zum Fachjuristen an der Fachhochschule für öffentliche Verwaltung und Rechtspflege in Hildesheim und Güstrow (1991–1995), ein Studium der Politikwissenschaft und Geschichte an der Universität Rostock (1995–2000), sowie eine Ausbildung zum IT-Systemkaufmann (2005–2008) beendete er ohne Abschluss. Von 2016 bis 2017 war Schneider Wahlkreismitarbeiter.
Schneider war von 1993 bis 2007 Mitglied der Christlich Demokratische Union Deutschlands (CDU) sowie von 1993 bis 2006 Mitglied der Jungen Union (JU). Für die CDU saß er von 1996 bis 1999 in der Bürgerschaft der Hansestadt Wismar. Mitte 2007 trat er aus der CDU aus, nachdem er im selben Jahr an einer Maikundgebung der Nationaldemokratischen Partei Deutschlands (NPD) teilgenommen hatte. Seit Ende 2014 engagiert sich Schneider kommunalpolitisch bei der Alternative für Deutschland (AfD) und nahm im Jahr 2015 als Ordner an MVgida-Veranstaltungen teil. Schneider wird dem rechten Rand der AfD in Mecklenburg-Vorpommern zugeordnet. Bei der Landtagswahl in Mecklenburg-Vorpommern 2016 stand er auf der Landesliste der AfD auf Listenplatz 18 und zog am 5. Dezember 2017 als Nachrücker für Enrico Komning, der sein Landtagsmandat Ende November 2017 für sein Bundestagsmandat aufgegeben hatte, in den Landtag ein. Für die AfD-Fraktion im Landtag ist er Sprecher für Schule, Religion und Kommunalpolitik.
In der Sitzung des Landtages Mecklenburg-Vorpommern am 14. Mai 2020 warf Nadine Julitz (SPD) Schneider vor, dass sie, als sie zum Rednerpult ging, von ihm den nicht im Protokoll verzeichneten Zwischenruf vernommen hätte, dass ihr Kleid sehr knapp sei. Schneider und Thomas de Jesus Fernandes (AfD) quittierten dies mit „Ja, ist es.“ und „Ja!“. Schneiders Zwischenruf wurde später mit der Äußerung verteidigt, dass dies lediglich ein Kompliment sei, was in Schwerin eine Debatte darüber auslöste, wann ein Kompliment kein Kompliment mehr sei, sondern Sexismus.
Schneider ist u. a. seit 2006 Mitglied der SG Dynamo Schwerin.